# Яксаргин, Василий Владимирович
Васи́лий Влади́мирович Якса́ргин (13 [26] апреля 1915 — 13 ноября 2009) — советский и российский военный деятель, генерал-майор запаса, профессор, Герой Советского Союза (1945), начальник военной кафедры Кубанского государственного аграрного университета, участник Великой Отечественной войны в должности командира танкового батальона 91-й Фастовской ордена Ленина Краснознамённой, орденов Суворова и Богдана Хмельницкого танковой бригады 9-го механизированного корпуса 3-й гвардейской танковой армии 1-го Украинского фронта.

## Биография
Родился 13 (26) апреля 1915 года в селе Киржеманы в семье крестьянина. Эрзянин. Окончил 7 классов. В 1935 году окончил Саранский тепломеханический техникум. Работал теплотехником на Забелышенском спиртзаводе в Хотимском районе Могилёвской области.
В Красной армии с 10 октября 1936 года. В 1939 году окончил Киевское танкотехническое училище. Участник советско-финской войны 1939—1940 годов.
На фронте в Великую Отечественную войну с июня 1941 года. Был помощником командира танковой роты, заместителем и командиром роты управления, заместителем и командиром танкового батальона. Воевал на Западном, Юго-Западном, Сталинградском, Донском, Брянском, Воронежском, 1-м Украинском фронтах.
Участвовал в боях в районе городов Минск, Орша, Вязьма, был в окружении на территории Смоленской области в 1941 году — попал в плен. В марте 1942 года помощник командира роты 127-го танкового полка воентехник 2-го ранга Яксаргин В. В. освобожден из плена.
После освобождения участвовал:
- в боях в районе станции Волоконовка, в боях на Дону севернее Сталинграда, в окружении и ликвидации Сталинградской гитлеровской группировки — в 1942—1943 годах;
- в боях на Курско-Орловской дуге в районе посёлка Становой Колодезь, в форсировании Днепра, в боях за город Киев, в освобождении города Фастов, в отражении контрударов противника в районе города Брусилов — в 1943 году;
- в Житомирско-Бердичевской, Проскуровско-Черновицкой и Львовско-Сандомирской операциях, в том числе в освобождении городов Проскуров (Хмельницкий), Тернополь, Перемышль, в форсировании рек Сан и Висла, в боях на Сандомирском плацдарме — в 1944 году;
- в Висло-Одерской операции, в том числе в освобождении городов Шидлув, Радомско, Глейвиц (Гливице), в завоевании плацдарма на Одере в районе города Оппельн (Ополе), в Берлинской операции, в том числе в форсировании рек Нейсе, Шпрее, канала Тельтов и уличных боях в Берлине, в освобождении Праги — в 1945 году.

В феврале 1945 года был ранен в бою.
Командир 2-го танкового батальона 91-й Фастовской Краснознаменной бригады капитан Яксаргин отличился в боях в Берлине. Его батальон 27 апреля 1945 года, преодолевая противотанковые препятствия, очистил от врага ряд городских кварталов и железнодорожную станцию Шёнеберг. При этом было уничтожено и захвачено 29 орудий и миномётов, 2 танка, взято в плен более 1000 солдат и офицеров противника.
Указом Президиума Верховного Совета СССР от 27 июня 1945 года за образцовое выполнение боевых заданий командования на фронте борьбы с немецко-фашистскими захватчиками и проявленные при этом мужество и героизм капитану Яксаргину Василию Владимировичу присвоено звание Героя Советского Союза с вручением ордена Ленина и медали «Золотая Звезда» (№ 6585).
После войны продолжал службу в армии. В 1950 году окончил Ленинградскую высшую офицерскую бронетанковую школу, в 1953 году — Высший военный педагогический институт. С 1960 по 1966 год был начальником Уссурийского высшего военного автомобильного командного училища. С 1966 года работал начальником военной кафедры Краснодарского сельскохозяйственного института.
С 1974 года генерал-майор В. В. Яксаргин — в запасе. Жил в Краснодаре. Работал старшим преподавателем военной кафедры в том же институте (ныне Кубанский государственный аграрный университет). Профессор.
Умер 13 ноября 2009 года. Похоронен на Славянском кладбище в Краснодаре.

## Награды
Награждён орденом Ленина (27.06.1945), двумя орденами Красного Знамени (07.08.1944; 30.12.1956), орденами Александра Невского (№ 26457 от 26.03.1945), Отечественной войны 1-й степени (11.03.1985), тремя орденами Красной Звезды (03.02.1943; 25.11.1943; 19.11.1951), польским орденом «Золотой крест» (25.01.1946), медалями «За боевые заслуги» (05.11.1946), «За оборону Сталинграда», «За взятие Берлина», «За освобождение Праги», «За победу над Германией», «За оборону Киева» (1961), «ХХХ лет СА и ВМФ», юбилейными и региональными медалями, в том числе «За выдающийся вклад в развитие Кубани».

## Память
- Решением городской Думы Краснодара от 21 сентября 2006 года № 14 п. 8 за эффективную педагогическую деятельность по военно-патриотическому воспитанию молодёжи, большую общественную работу Яксаргину Василию Владимировичу присвоено звание «Почётного гражданина города Краснодара» (диплом № 59).
- В Краснодаре на доме, где жил В. В. Яксаргин, установлена мемориальная доска.